# بيير ماكدونالد
بيير ماكدونالد هو سياسي كندي، ولد في 19 يونيو 1936 في مدينة كيبك في كندا، وتوفي في 7 يوليو 2015. حزبياً، نشط في حزب كيبيك الليبرالي. وقد انتخب عضو الجمعية الوطنية في كيبك ‏.